# 陶渊明
陶淵明（约365年—427年），一说名陶潛，字元亮，友人私諡靖節先生，尋陽郡柴桑縣人:165，中國東晉至南朝宋時期士大夫與詩人。陶淵明出身仕宦之家，曾祖父陶侃在東晉初年權傾一時，但到陶淵明出生時已家道中落。陶淵明早年歷任江州祭酒、鎮軍參軍、建威參軍、彭澤縣令等官職，但每次任期都不長；後因不满官場的腐敗黑暗，繁文縟節（不為五斗米折腰）而決心歸隱，躬耕維生。陶詩風格平和淡遠，渾然天成，語言平易流暢，較少雕飾造作，代表作有《歸園田居》、《飲酒》其五等。陶詩往往以隱逸生活和人生苦短為主題，善於歌詠田園生活，所寫田園風景閑靜和穆，超塵脫俗，幾乎「篇篇有酒」。散文方面，代表作有自傳《五柳先生傳》和《桃花源記》，辭賦方面，最著名的有抒發田園生活之樂的《歸去來兮辭》。思想上陶淵明服膺儒術，外儒而內道，堅守儒家倫理，又受道家愛好自由，順從自然的想法影響。處世上陶淵明達觀孤高，形象高潔脫俗，以隱逸詩人見稱。陶淵明作品對後世影響巨大，在文學史上地位崇高。歷來許多詩人如白居易、蘇軾都曾仿效及奉和陶詩，《桃花源記》、《歸去來兮辭》則往往成為後世畫家繪畫的題材。陶淵明為山水田園詩派的先驅，有「田園詩人之祖」的美譽。

## 生平与家世

### 出生至歸隱

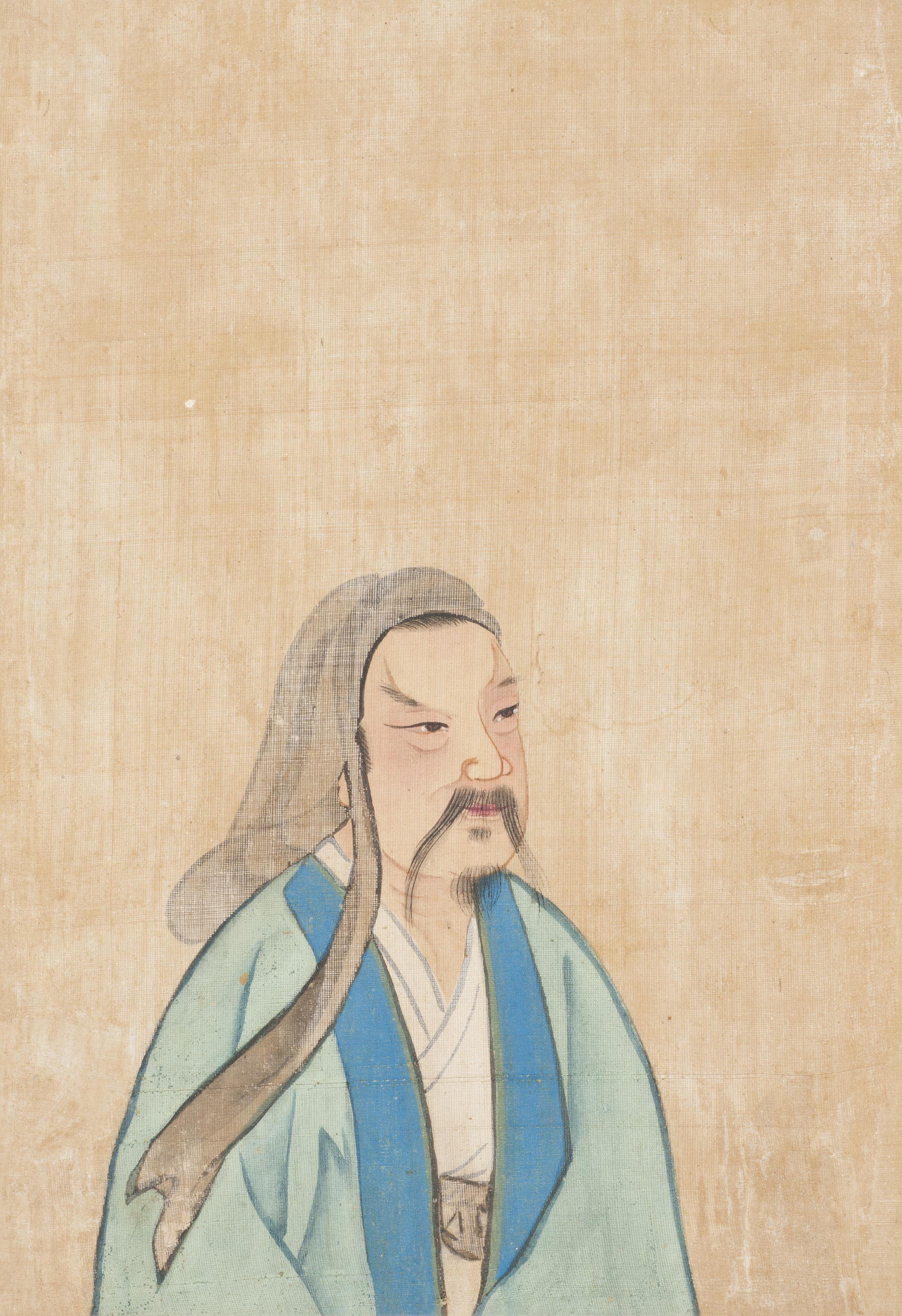
陶淵明

陶淵明約生于365年，为陶逸獨生子:118。陶渊明少年时好讀書习琴，曾修习儒学；二十岁左右时丧父，家道中落:34、37、38、39。393年，陶淵明因家境貧窮，出任江州祭酒（主管教育之官）；因不堪仕宦生活:53-55與江州刺史王凝之的倨傲，僅僅幾個月后他即辭職:19。後來陶淵明受召為江州主簿（秘書兼管文書之職），並未赴任。399年陶淵明赴京口任北府兵首領、鎮軍將軍劉牢之的參軍:56、131:42。翌年五月，陶淵明再度辭官，岡村繁推測他是為了逃避因孫恩之亂爆發而起的戰事而辭官的:64。
401年，陶淵明赴江陵，於荊州刺史桓玄幕下任职。同年十一月，陶淵明母親孟氏去世，他第三度辭職回到尋陽，為母親服喪三年:131。404年服喪完畢，出任建威將軍、江州刺史劉敬宣的參軍。翌年三月，劉敬宣辭任江州刺史，陶淵明亦暫回故鄉，同年八月:132、78，陶淵明受族人提攜:4，出任距故鄉柴桑縣約50公里遠的彭澤縣縣令，原本打算做滿一年，十一月，同父異母的妹妹於武昌去世，陶淵明借此機會提出請辭回鄉:35、74、132、78。
陶淵明有五次任官與辭官的經歷:8、53。叶嘉莹认为陶渊明可能有过政治理想，但他步入官场后却逐渐發現追隨的軍閥并不可靠，不能助自己實現理想，又目睹了官场的贪腐，最终毅然辞官归隐:409-410。

### 歸隱後
從此廿餘年，陶淵明拒絕一切官聘，一心務農隐居:90。他擁有數處田產，而且有僮客協助他耕作，他喜歡喝米酒，生活平凡，沒有特別多姿多彩的活動。408年，陶淵明家中失火，旧屋盡毀，遂移居尋陽城南郊的南村。陶淵明和當地官員有所交遊:135、91、94，與江州刺史王弘、安南府長史掾殷景仁、江州刺史後軍功曹顏延之結識，交往密切:18-19。415年陶淵明開始和顏延之結交，翌年顏延之即離開尋陽:88-89。418年，陶淵明曾拒絕江州刺史王弘的求見，後來王弘通过陶的好友龐通之与陶淵明相識:96-97，此後两人常有來往。王弘對陶淵明物質上多有照顧:103，时常資助或赠送酒:312。
當時陶淵明與周續之、劉遺民齊名，同稱「尋陽三隱」:17。陶淵明在晉末時曾被朝廷徵為著作佐郎，但沒有上任:97。420年，劉裕篡晉，陶淵明對東晉的傾覆感到痛心:13，出於對劉裕的不滿，他詩文中不用劉宋的年號，只題甲子紀年。424年，陶淵明與路過尋陽的顏延之多次相聚:106、113。426年，陶淵明拒絕江州刺史桓道濟邀請出仕，亦謝絕了桓道濟的馈赠。427年，陶渊明在故鄉去世，享年63歲:136。

### 家世

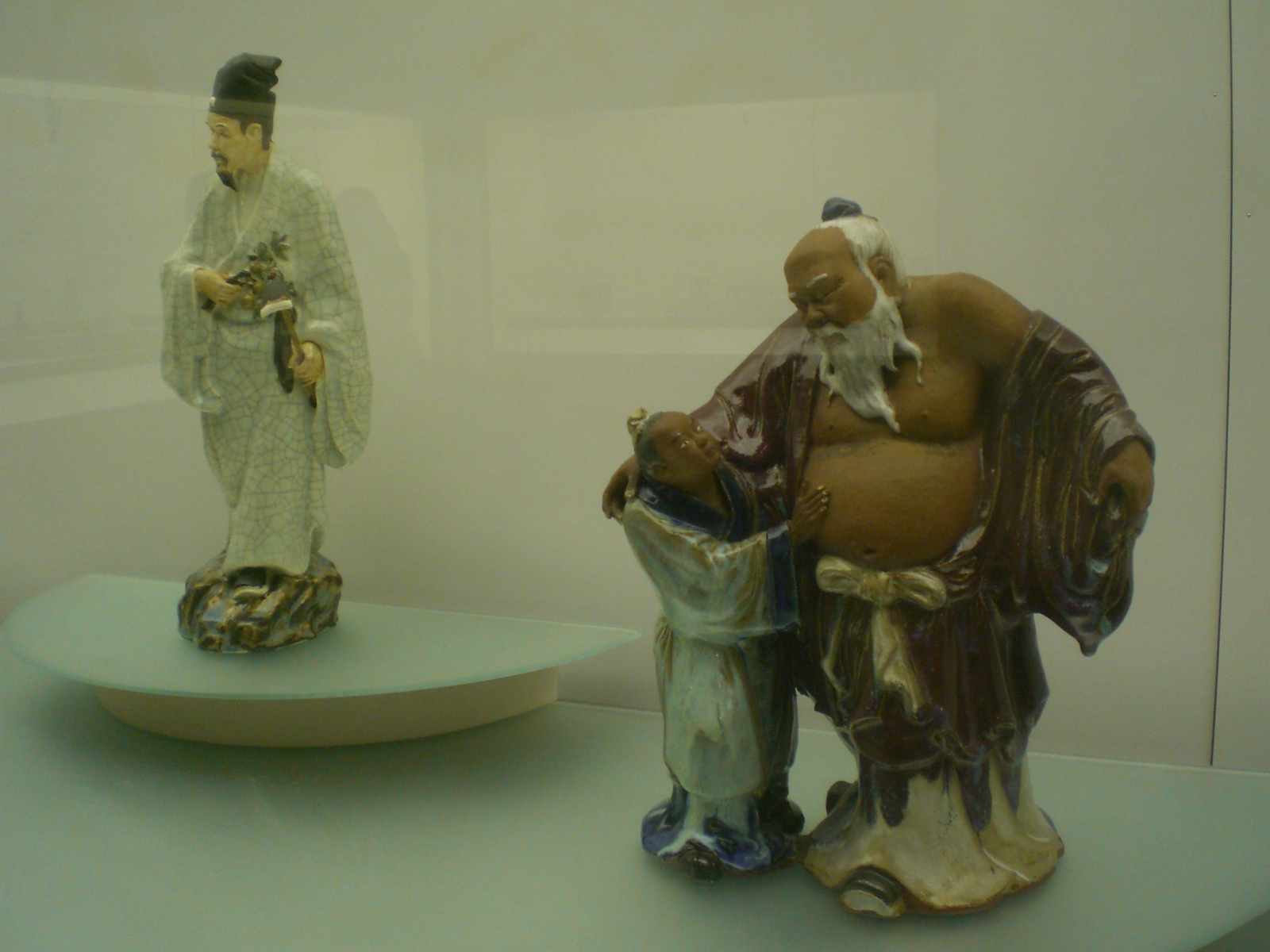
「陶淵明攜子」塑像

陶氏一族屬溪族，世奉天師道:201。陶侃被认为是陶淵明的曾祖。陶侃出身寒微，:5、7獲友人推薦为官，此後以行政及軍事才能嶄露頭角，終因平定蘇峻之亂有功，成為東晉名臣:65:57，是當時最有權力的政治和軍事人物之一。祖父陶茂做過武昌太守:4、63。外祖父孟嘉出身南方士族:19，曾供事於桓溫:65、117，官至征西大將軍長史:5。陶渊明时代，陶氏家族在朝廷裏仍然保持一定的政治地位，被時人視為南方本土的大族:4，陶淵明有些做官的親戚，可以幫助他求官:311。叔父陶淡是一名隱士:53。陶淵明的外叔祖、孟嘉的弟弟孟陋也是隱士:24。
陶淵明30歲時喪妻，其後娶翟氏續弦，因貧窮而受到妻子埋怨:55、130、113。他與堂弟陶敬遠一同耕種，後者於411年逝世:83。陶淵明有兒子五人，至少一個女兒。五個兒子依次名為陶儼、陶俟、陶份、陶佚、陶佟。五個兒子同父異母，三子和四子是雙生兒:308。

## 文學

### 詩歌

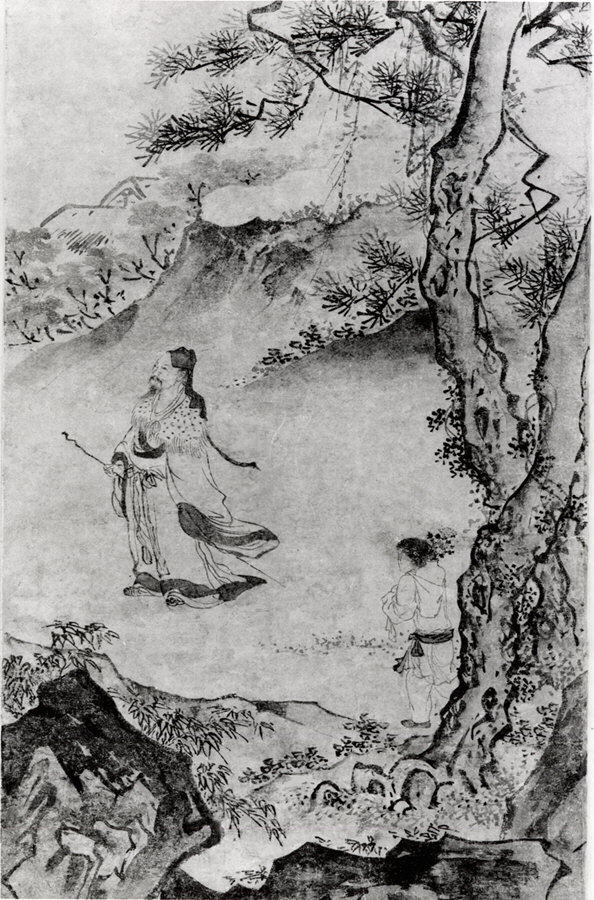
陶淵明菊花圖，杜堇繪

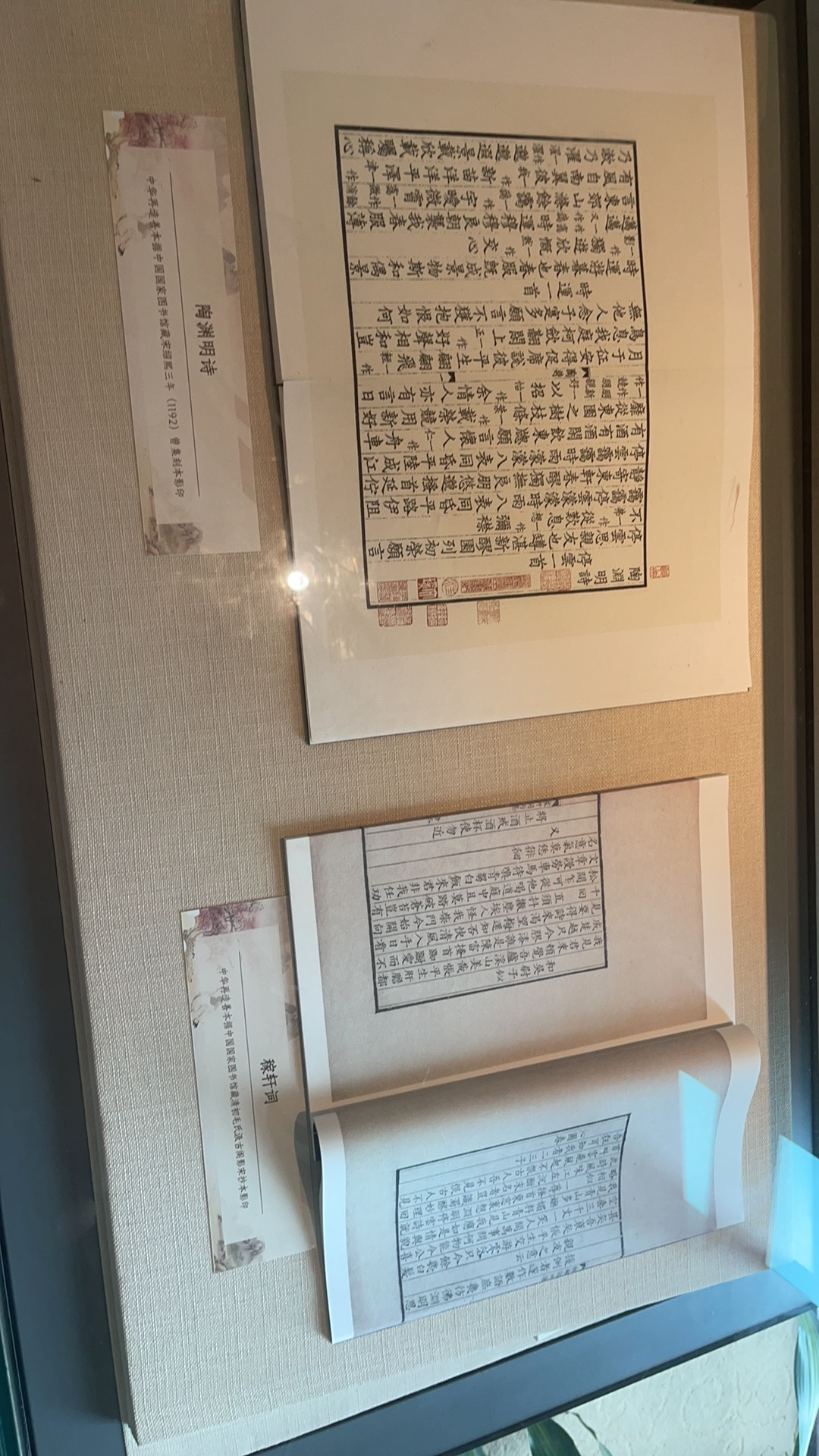
陶渊明诗

陶淵明詩歌現留存約120首，絕大部份是五言詩:255。風格方面，陶詩平和淡遠:219，平淡自然，悠閑自得:166。語言方面，陶詩語言平靜:188，朱熹說：「陶淵明詩，人人皆說是平澹」:29。陶詩不假雕琢，找不到雕繪鍛煉的痕跡，而是恰到好處，適得其中，全是自然本色，天衣無縫:331-332、334，自然天成，陳師道說：「淵明不為詩，寫其胸中之妙爾。」:34元好問稱讚陶詩「一語天然萬古新，豪華落盡見真淳」，讚美陶詩自然真誠，是詩人真實的情思意念，沒有虛偽和雕飾造作:394、396，本色真淳，毫無點染:147。句式方面，陶詩語言平易流暢，表達有時如日常口語般，多次採用一問一答的句式，如「問君何能爾，心遠地自偏」，摹擬日常對話，使詩歌生動活潑:13-14。內容方面，陶詩表面看來簡單樸實，實際上卻很複雜。蘇軾曾說陶詩「質而實綺，癯而實腴」，外表上質樸簡單，實際上華美豐富:394。陶詩詞語簡淨，含蘊卻很豐美，深意繁富，而又化繁複為單純:146，顯示出詩人的博大和豐富多彩:397。
陶詩善於抒情，復活了古代的抒情詩，其詩歌風格與東晉時流行的玄言詩甚為不同:10、7，通過感覺和感情來寫人生哲理，思想深刻，既有哲理，也有詩情，巧妙地表達一份對生活的複雜體驗:397-398，能寫出一種精神和心靈的境界，用詩歌的語言和藝述的表達方法，傳達他對生活和人生哲理的體驗:405-406。陶詩善於描寫複雜的情感轉折和心理變化，他寫得成功的詩，沒有一首是平直到底的:260。陶詩常有言外之意:189，往往借用形象，喜歡用的形象有鳥、松、菊。松象徵堅貞、菊象徵貞秀，取義比較單純；鳥的形象比較複雜，有比喻自己的失意（「栖栖失群鳥」），有比喻自己不想做官（「羈鳥戀舊林」）:406、410。鳥有時象徵自由和幸福，但也有忘了回窩而倦飛的鳥、可憐不幸的沒有窩的鳥，流露作者的苦惱:196-198。陶詩常用典故:152，用老莊、《論語》的典故甚多，據朱自清統計，陶淵明用《莊子》典故49處，《列子》21處，《論語》37處。很多陶詩都有小序，解釋寫作緣由:121、130。
2024年，南京图书馆展出陶渊明作品相关展览。

#### 田園詩

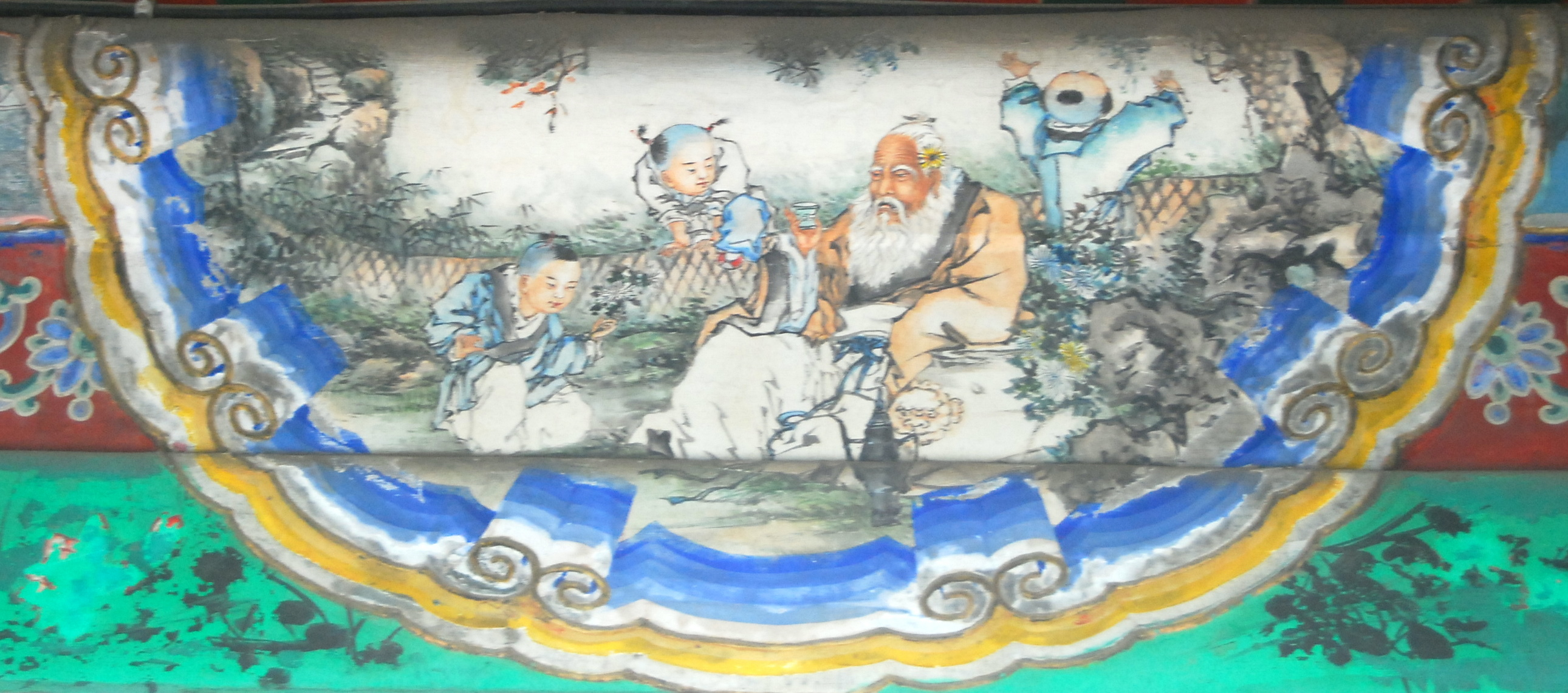
頤和園長廊彩繪：淵明愛菊

陶淵明善於歌詠田園生活，吟詠田園的自然美，所寫田園風景閑靜和穆。如《歸園田居》、《勸農》等，可稱為田園詩人:126-128。陶淵明田園詩讚美隱居生活，自然清新，被視為田園詩的開創者，其主要題材是隱居生活和鄉土風光。陶詩樸素直白:13、19-20，人我物在一體同仁的狀態中各徜徉自得，無論是微雲孤鳥，時雨景風，或是南阜斜川，新苗秋菊，都到手成文，觸目成趣:323。
《飲酒·其五》是陶淵明最著名的詩:23，也是他的代表作:11：
| “ | 結廬在人境，而無車馬喧。問君何能爾，心遠地自偏。採菊東籬下，悠然見南山。山氣日夕佳，飛鳥相與還。此中有真意，欲辯已忘言。 | ” |

詩歌清澄脫俗，閒靜清雅，主人公與自然景物融為一體，沉浸在大自然中:12。東籬悠閑，菊花高雅，作者從容自得，不受限制。斜陽照耀下，山上的煙嵐不斷變化，飛鳥結隊回來，找到托身之所，在即將降臨的黑暗中，飛鳥聯翩歸山，顯得渺小無助，轉瞬即逝。詩人在一片黃昏美景中體會到一份宇宙和人生的真諦，想弄清楚說明白，卻不是語言所能傳達的，因為這不是人人都能達到的人生境界:402-403。最後一聯用了《莊子》得意忘言的典故:24，認為「真」的意蘊是不需語言說明的，人為分析愈細，反而離真實愈遠。此詩「採菊東籬下，悠然見南山」兩句，在中、日、韓都備受推崇，受到極高讚賞:11-12。
《歸園田居》5首是陶淵明歸田後所作，反映他躬耕生活的真實情形，同時表現出詩人堅毅的理念:178。《歸園田居·其一》描寫田園村舍的風光，有榆、柳、桃、李、炊煙、狗和雞，表露一種自由自在、怡然自得的生活:148。詩人已經掙脫了枷鎖，心境平和悠閑，樹木、遠處的雞鳴、村莊的炊煙、空空的房間、乾淨的庭院，一切都十分寧靜:89，表現出一種自得其樂的意趣，內心充滿對宇宙人生的頓悟:175。《歸園田居·其五》表現了農村儉約的生活和樸素的人情，言詞淡雅平穩，卻令人感受到宴會的氣氛:306。陶淵明抗拒官場中的喧囂生活和繁文縟節，對鄉村生活的刻劃氣息清新，「狗吠深巷中，雞鳴桑樹巔」等語句平淡，韻律自然，可與《詩經》中的民歌媲美，令人耳目一新:204。
陶詩具有自傳特徵，表現了詩人作為農夫和隱士的自我形象:200。幾乎每次出仕，陶淵明都會表達對田園生活的嚮往和留戀，如《雜詩·其九》寫詩人因公事離開田園後對回歸的嚮住:83-84。
陶詩常抒發躬耕的快樂，如「秉耒歡時務，解顏勸農人」:122，《讀山海經·其一》抒寫陶淵明歸田之後田園生活的樂趣:419。陶詩記述與田夫野老交往的真情與樂趣，「農務各自歸，閑暇輒相思，相思則披衣，言笑無厭時」:314。田園生活辛勤勞苦，「晨興理荒穢，戴月荷鋤歸」，一早下地幹活，月亮上來時才扛著鋤頭回家:399。
陶詩也有像《庚戌歲九月中於西田獲早稻》那樣描寫農務艱苦，但早出晚歸，風寒霜露，仍不掩其泰然自若的樂觀情懷:123。詩歌描寫一次稻穀的豐收，沒有人覺得詩人與眾不同，因詩人也曾早起耕作，扺受山中的霜露寒冷和軀體的疲勞。「四體誠乃疲，庶無異我患」，蘊涵著一份幽默感。詩以願望的表達作結束：只要能長期過著這種穩居生活，躬耕的辛苦也就算不了什麼:103-106。
陶詩超塵脫俗，描寫恬靜田園的怡然自在:29。《遊斜川》詩寫詩人坐在溪邊與友人一同飲酒。受王羲之《蘭亭集序》影響，一開始抒發生命在不知不覺中流逝的感嘆，要珍惜「今朝」:7-9。河中流的一個小山丘，有一個和昆侖仙山最高峰一樣的名字，引起詩人浮想聯翩，乘著酒興，「遊目騁懷」，逐漸進入「神遊」狀態，普通的景象變得和楚辭中的神境一樣美麗奇特:133。四言詩《停雲》分四節，每一節前四句都描寫自然界情景，後四句則描寫人的感情，這是典型的《詩經》作法，樹木和鳥兒在春雨中欣欣向榮，愉悅和諧，人卻徘徊輾轉，心懷鬱悶，因春雨連綿而感到寂寞難奈:255-256，感嘆陰雨連綿，平陸成江，阻隔他和遠方的朋友。詩人雖感孤寂，詩歌卻有閑靜的情調，特別是到了詩的後半，雨已稍停，鳥兒在枝頭「好聲相和」:122-123。《時運》則表現了暮春郊外的閑靜平和的景色:127-128。

#### 田園詩以外
隱逸生活是陶詩的主要主題，許多陶詩都描述他如何逐漸地下定決心退出官場，或者解釋和辯護自己的決定:253。鍾嶸《詩品》尊稱陶淵明為「隱逸詩人之宗」:149。《贈羊長史》詩人請求他的朋友，在路過長安東南的商山時，為他探訪一下秦漢之際，在此隱居的「商山四皓」:155-156。陶淵明幾組詩都有自己的主題，《飲酒》詩考慮的是仕與隱的問題，《雜詩》講的是人生短暫無常，《擬古》則涉及對人世滄桑、興亡易代的感慨:417。
陶詩常表現出孤獨寂寞的心情，苦笑中也包含憂傷和痛苦，安慰著深受挫折的自我，悄然孤獨地站於道傍，或在精疲力盡和絕望中發出苦悶的哀嘆，渴望救助而求之不得，流露悽慘、不安和抑鬱之情:81、14-15。一天人家送酒來給陶喝，並勸他再次做官，引起他許多反思，於是寫下《飲酒》詩:398。《飲酒·其四》描寫一隻離群的孤鳥，在黃昏暮色的天空中徘徊悲鳴，在牠精疲力盡時，終於找到可以棲息的「孤生松」:36-37：
| “ | 栖栖失群鳥，日暮猶獨飛。徘徊無定止，夜夜聲轉悲。厲響思清遠，去來何依依。因值孤生松，斂翮遙來歸。勁風無榮木，此蔭獨不衰。託身已得所，千載不相違。:397 | ” |

詩歌寄寓詩人歸隱田園，精神上找到安身立命的所在，再也不用徘徊彷徨。詩歌順序推展，寫得很有次序:411、415。另外，《飲酒·其九》表示詩人不返仕途的決心，《飲酒·其十六》則感嘆自己少有壯志，老而無成，而且歷盡飢寒，生活窮困，沒有人理解自己的心情和處境:180。
陶詩時常描寫與鄰居共飲，如「得歡當作樂，斗酒聚比鄰」:61。《飲酒》詩就是獨飲時寫的，尤其有濃厚孤獨的調子:158。《連雨獨飲》勾勒出一幅詩人在雨中自斟自飲，醺醺欲醉的肖像畫，而且把《莊子》巧妙地融合進詩中。詩人開門見山，指出神仙的虛妄，不過隨即得知飲酒就是得仙的方式之一。在微醮狀態中，他似乎騎在一隻雲鶴的背上，倏忽之間遊遍八方:123-125。《連雨獨飲》詠嘆酒可能不是使人長生的靈丹妙藥，卻能幫助詩人得到仙人那種騰雲駕霧的快樂:67，詩歌彷彿一篇微型的遊仙賦，繼承了《遠遊》與《大人賦》的傳統，可視為對魏晉遊仙詩的改寫，最後把「得仙」歸結為飲酒後陶然自樂、神遊宇宙的境界:125、242。
陶詩常以自己的日常生活為主題，如他的草屋、家庭、飲酒的嗜好，饑荒的困苦，豐收的喜悅，有種自傳模式:15。《乞食》是中國詩歌史上第一首以「乞食」為題材的詩。詩人因為飢餓而出門乞食，有那麼一會兒工夫，他站在那裏，不知何去何從。詩人原本充滿愧怍羞赧:115、117-118，借貸成功後，解決了經濟難題，頓時感到如釋重負，不再拙於言辭，而是言笑晏晏。詩歌最後抒發感激報答的心情。《乞食》表現了陶淵明對人情世故的深刻了解，有真感情，自慚而不自憐，自嘲而不自輕，對善解人意的友人深懷感激:119-120。《挽歌詩》3首則嘲諷地刻劃了自己的死亡和親友的反應，可說有一種黑色幽默:305。
人生苦短是陶淵明晚年詩歌常見的主題，如《雜詩》12首，描述時間的無情流逝，流露一種低回落寞的情緒:941，寫出詩人老年以後回想生平的感慨，以及對人生短暫無常的悲哀:408。《雜詩·其七》，詩人把人生比做行旅，「去去欲何之？南山有舊宅」，南山不僅是飛鳥的家園，也是詩人的歸宿。《雜詩·其十二》則是一首典型的遊仙詩:27、245。
陶淵明的詠史詩生氣勃勃:28，《詠貧士》7首描寫歷史上甘居貧困、亮節修身之士，陶淵明在他們那裏找到精神上的安慰和知音:417-418，借古人安貧樂道的事跡，抒發自己不慕名利的情懷:182。《詠二疏》則明顯模仿張協同題詩:57。《擬古·其一》歌頌超越生死與阻隔的友誼。全詩言遊子離家，中途結識好友，成為知音；時光流逝，人生短暫，此身將與草本同朽，於是敬告在座的諸位少年，相知不在於杯酒相接，只要初會時意氣相投，就可以以身相計，結下生死之交，即使分離，也不會影響這份情誼。《擬古·其八》自述青年時代四處遠遊，尋覓知音，可是知音難得:312、25，茫茫人海，難覓鍾子期和惠施那樣的知己，沒有人能與他一起共事:62。
《形影神》組詩3篇，借肉體、影子、精神三者之口，抒發對死亡的看法。肉體先指出，天地山川永久長存，草木也按物理而枯而復榮，惟獨人一旦離開了這世界就不再回來，死後很快被親朋戚友忘記，每想到此就不勝悲哀，還是飲酒尋歡吧:47。接著影子回答說，不能永生是必然的，成仙長生之道根本走不通，我也是一樣哀傷，還是現在多做些好事，給後人留下恩惠，光借酒銷愁是很無聊的。最後精神作出調解：無論老弱賢愚都終有一死，酒雖可以銷愁，卻會縮短壽命；多做好事，其實也不會有人稱讚你，還是不要徒自胡思亂想傷身，讓命運去解決，投身於大自然中，安靜坦蕩地生活吧:48。詩歌借三者的對話，闡述飲酒消憂、立善遺愛，還是自然順化的思想:278。
《讀山海經》組詩13首構成一部有關求仙和遠遊的微型史詩，從一片光明皎潔的仙境，到半人半神的英雄創下光輝業績，到怪獸猙獰、黑影幢幢，充滿了背叛、謀殺和飢餓的凡間。《讀山海經·其一》抒寫一種自得其樂的自足感，萬物都有儔侶，詩人卻獨自一人，無在無人來訪的窮巷中，快樂地沉浸於閱讀中。開始一次漫漫修遠的旅程:136-138。《形影神》詩刻劃了陶淵明的三個形象，一是享樂主義者，另一個是儒家，第三個是老莊思想家:304。形、影、神分別代表了陶的一方面，是他心中矛盾的體現，用三個角色來演示內心矛盾:278-279。形影神詩的構想，可能從司馬相如問答體辭賦《上林賦》得到啟發:301-302。李長之認為，陶詩反映了當時的一些政治事件，不滿當時政治上一些得意之人，如《述酒》詩抒發對晉朝皇帝被劉裕所殺的憤慨:126-127。

### 辭賦
陶淵明《歸去來兮辭》正文340字，是陶淵明41歲時，毅然辭官歸故里時所寫，對過去十多年間幾度宦海浮沉作總結，詠唱歸返田園的喜悅和隱居不仕的決心。歐陽修讚賞說：「晉無文章，僅陶淵明《歸去來兮辭》一篇而已。」:8-9
| “ | 歸去來兮，田園將蕪胡不歸？既自以心爲形役，奚惆悵而獨悲？悟已往之不諫，知來者之可追。實迷途其未遠，覺今是而昨非。 | ” |

不少人認為《歸去來兮辭》是陶淵明最好的一篇作品，表達對田園生活的嚮往:422。《歸去來兮辭》根據文中換韻，可分為4章，描寫超越一切苦惱，委身於流轉不息的大自然，大智大悟的心境，文句清新而富有生氣:9-11、36。《歸去來兮辭》歷歷分明地描寫了返回故鄉時的喜悅之情:126，道出了對仕途的最後告別，「悟以往之不諫，知來者之可追，實迷途其未遠，覺今是而昨非」:20。
陶淵明《閑情賦》承襲張衡《定情賦》、蔡邕《靜情賦》:150描寫男子對一位嫻雅美人的仰慕，傾心於其美貌與所彈奏的樂曲:46，傾訴對孤獨美女的仰慕之情，渴望附身於美女的肉體，「願在衣而為領，承華首之餘芳」:23，但害怕觸犯禮教，不能自已，於是他走到大自然，明白到所追尋的只是幻影，失望而心緒紛繁，想托行雲對美人傳遞愛意:46-47。《閑情賦》帶有宮體詩風格，內容較為嬌艷淫靡:23，萧统評為「白璧微瑕」，但獲得蘇軾、陳沆、梁啟超、魯迅、朱光潛的讚賞:227-228。陶淵明《感士不遇賦》則承襲董仲舒《士不遇賦》、司馬遷《悲士不遇賦》:150，感嘆士人原有造福蒼生的志願，預備自己訓練自己，等待機會為國為民，卻不幸生逢政治敗壞的時代，小人當道，賢士空有兼善天下之心，而遇不到施展才智與忠誠的機會，不得不為此感嘆:340。

### 散文及祭文
儘管魯迅認為《五柳先生傳》並非陶淵明抱着自傳目的创作的作品，但主流觀點如沈約、蕭統、白居易等古代文人、近代學者如川合康三和岡村繁認為《五柳先生傳》是陶淵明的自傳。川合和岡村皆認為《五柳先生傳》是陶淵明的自傳並真實的描寫了其生活態度。全文約170字，由正文與附於文末的「贊辭」構成，寫出隱逸詩人的恬淡寡欲，甘於貧窮而又嗜酒，塑造高潔無欲的隱士形象:4、16。既是自己生活的真實寫照，又是熱烈追求的內心理想，開創中國自傳一種嶄新的格式:56。五柳先生因屋旁有五棵柳樹而命名:57，為人沉默寡欲，「好讀書，不求甚解，每有會意，便欣然忘食。」隨意翻書，率性瀏覽，感興趣就閱讀，會心處就笑，毫無那種為求學問而獲取名的功利目的。這是中國描述讀書愉快的最早記錄，流露一種漫不經心的遊戲精神，優美地表達個人生活中生命的喜悅:59-60。五柳先生喜歡盡興痛飲，一醉方休，醉了就起身告辭，不再貪杯戀盞，恬淡自處。他貧窮潦倒，仍「晏如」自若，內心平靜，安寧充實。五柳描寫個人獨得之樂，「常著文章自娛」。「忘懷得失」，忘掉利益的計較，希望這樣了此一生:62-64。
《五柳先生傳》摹擬司馬遷《史記》的筆法:25，站在第三者的立場來描述隱士的理想形象:16：從容不迫，閑適自娛，傾力描述隱逸生活的樂趣，而不涉及對現實的批判和反抗。五柳先生姓名籍貫都不詳:66-67、56，《列仙傳》和《高士傳》常有「不知何許人」的說法，五柳先生正是當作《高士傳》中人物來描寫:298。贊辭意思是：春秋時代齊國隱士黔婁曾多次拒絕宰相之職，說過：不因貧窮而愁怨，也不為富貴而追逐。這正是五柳先生的生活，大概就是傳說中太古聖賢天子無懷氏、葛天氏時代的人生:5。川合康三認為《五柳先生傳》以揚雄自擬，都是家貧而嗜酒，贊語「不戚戚於貧賤，不汲汲於富貴」，襲用的是《漢書．揚雄傳》的措辭:61、64-65。
陶淵明的散文中，《桃花源記》是最精彩的傑作:7。桃花源與殘酷的現實社會相反，在恬靜的田園中，男女老幼生活在安寧富裕之中，居民親切善良，沒有被朝代更替之爭所困擾，是個不受任何屈辱而自由的理想境界:7。文章首尾屬常見之仙境故事的模式，以「巧遇」起頭，以「毀約—迷失」作結:33。桃花源的構思，受道教洞天傳說所啟發:392，並可能受到道經《靈寶五符》的影響:160。《桃花源記》也受《道德經》的影響:343。陳寅恪認為《桃花源記》描寫的是當時北方塢壁的生活，而加以理想化:227。
《桃花源記》對現實有深刻批判。桃花源中人的生活，與外界並無太大分別，一樣是「往來耕作」，「屋舍儼然」，所不同的是，桃花源居民能和睦相處，「怡然自樂」。桃花源中似乎沒有村社一類的基層組織，又因與世隔絕，外界一切機構組織都無由對之施用權力，人們生活在自由自在的狀態中。文章寓意是，外界社會賴以支撐的社會制度，恰恰是人們不能幸福美滿生活的根源，一切政治、制度、機構都是多餘的，乃是破壞和平安寧的根源:167。陶淵明相信在遠古洪荒時代，未有政治社會制度、道德秩序之前，是自由的世界，人們有著真正充實的生活，他對此無限神往:65。
《自祭文》首創為自己寫悼文，是文學史上的破天荒之舉:123，寫於陶淵明臨卒之年，總結了他貧困的一生:117，設想自己已死，來作自我憑弔，是文學史上第一篇自我吊唁的作品。該文偶數句押韻，全文分7段，每段通押一韻。第一段寫自己臨終的場面，描寫秋天景色，寒風蕭瑟，萬物凋零，營造淒慘的氣氛。第二段回顧自己的一生，雖然貧窮仍感幸福，不悲不嘆，無怨無悔，苦中作樂。第三段抒發躬耕生活的歡樂心情:120-122。第四段表述自己與眾不同的生活態度，標舉凜冽孤高的氣節，對功成名就的榮耀視若浮雲。第五段寫從容赴死的態度，平靜地面對死亡。第六段寫自己的葬禮，親友慌亂奔走，筆鋒略帶滑稽。第七段寫荒郊野外一座沒有標誌的孤墳，聽任時光悄然流逝，嗚呼哀哉:123-125！

### 小說
陶淵明撰有志怪小說《搜神後記》，魯迅懷疑此書偽託，陳寅恪:194、田曉菲:97、李劍國則指出確為陶淵明所作:344。今本《搜神後記》凡116條，絕大部份採自當時傳聞，多有新鮮優美的故事，當中神靈仙人故事，以「丁令威」、「謝端」、「阿香」最有特色，後世常用為典故:346、348。書中桃花源故事為《桃花源記》一文之稿本:195。

## 思想

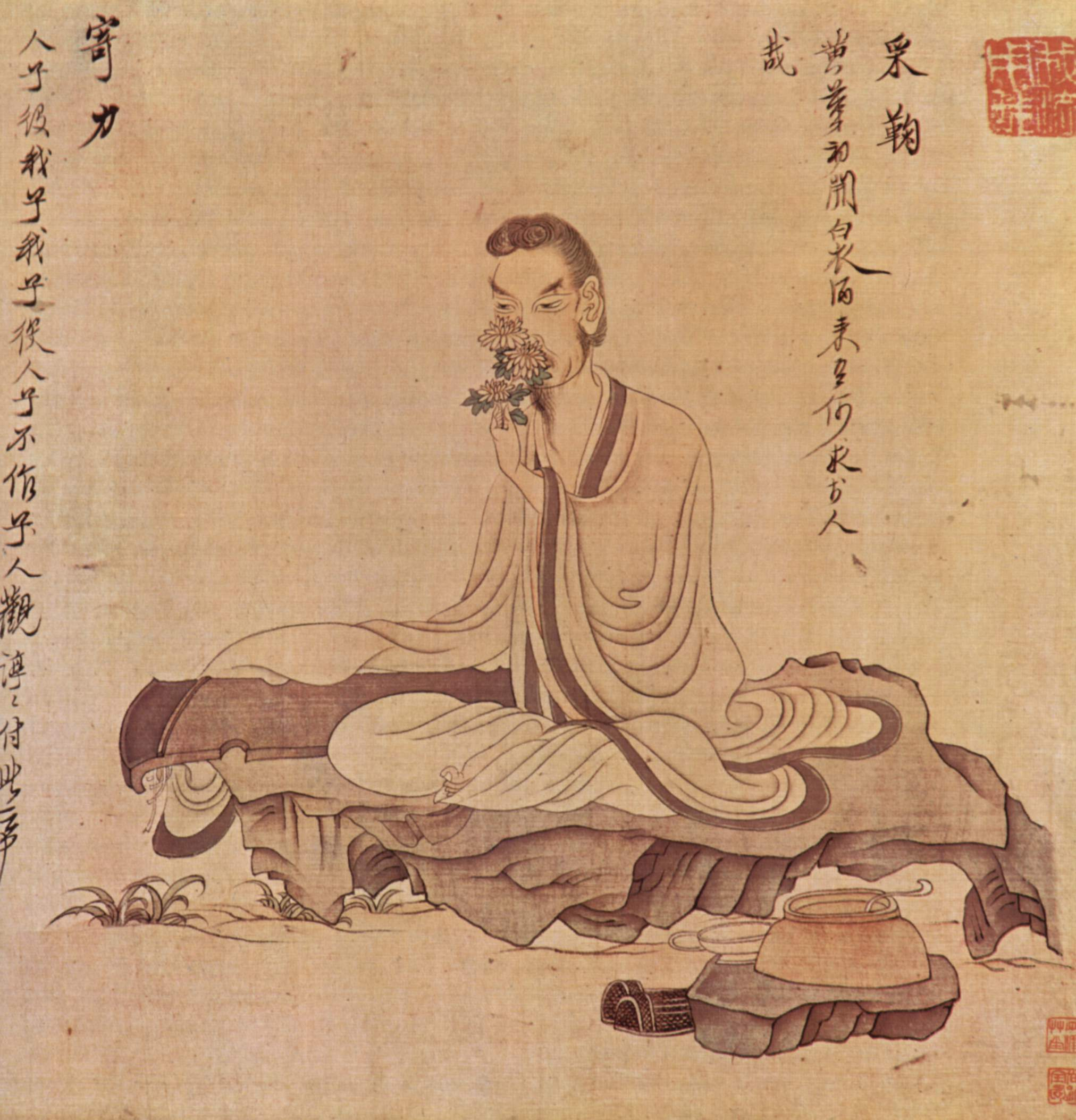
陳洪綬繪陶淵明像

### 隱逸生活
陶淵明年輕時有過遠大抱負，頗具豪遇氣慨，希望能有一番大作為，他要保持自己的真性格，也要兼善天下。但他親身體驗到，當時的當權者毫無兼善天下的旨趣，自己既不能加以糾正，又不願同流合污，不得已回到他的鄉村故里:338。他沒有因罷官歸里而氣憤不平，而是投入農村生活，欣賞和參悟充滿奧秘的自然，加深了對生命的了悟:340-341。對山林丘壑的熱愛始終是他的天性:203。為了在虛偽的人世，保全其一份質性自然的真我，不致在黑暗中迷失自己，他放棄其用世的理想，退而但求保全一己之真我，為衣食維生之計選擇了躬耕:151-152。他相信自己的隱士生涯是與生俱來的，符合其內在本性:970。

### 處世
陶淵明的人生孤獨寂寞，經常沒有遊侶，沒有酒伴:156，在鄰居中找不到理解他的知心朋友，連妻子也埋怨他，不明白他為什麼不肯做官，以致家人一起過著勞苦飢寒的日子:403。他在寂寞中堅持「固窮」的操守，一方面由於在古人之中找到志同道合的知音，另一方面也因在大自然的美景中找到心靈上的安慰:425。有一種「知止」的智慧與操守，「任真」「固窮」，終於脫出了人生的種種困惑與矛盾，找到可以托身不移的安身之所，歸隱以保全其自然與真淳:146、150。陶淵明愛讀書、嗜酒，常借酒麻醉自己以求暫時的慰藉:13、123，壓住心頭的苦悶，忘記世間種種不稱心的事:321，陶淵明為人真誠坦率，辭官退隱時，沒有標榜自己如何清高，只說這是為了適應自己的本性:395。
陶淵明愛惜生命，熱烈追求自由:146，達觀孤高，是隱逸詩人，形象高潔脫俗，迴避充滿陰謀詭計的世俗社會，鄙薄功名利祿，仰慕自然純樸的生活，與世無爭，在故鄉享受農耕之樂:15、3，有所固執，不願妥協:162，寧願忍受孤獨飢寒，也要保持一個自尊的真我:169。他嚮往在故鄉過自由自在的生活，厭惡那種殘酷而無人情味的俗世，憧憬著純真樸素的理想社會，鄙薄阿世媚俗的小聰明，以孤高守拙而自負:83、7、38。他不受社會習俗拘束，自然「任真」（順從自然本能），在閑適的隱居生活中找到樂趣，不為物質生活的清苦而放棄原則:125、13，龔自珍讚美他說「陶潛酷似臥龍豪，萬古潯陽松菊高」，指陶淵明所寫的松樹和菊花像他本人一樣品格崇高:401。

### 儒家
陶淵明服膺儒術:219，早年受儒家教育，長大後念念不忘先師、聖人與六經:131，所提倡的是對君親的忠孝，對鄉閭的信義:340，想維持一個幾世同堂的大家庭:116，重視家庭子女團聚的樂趣，以兄弟同居共財的故事，勸勉兒子間要相親愛:328。他熱愛儒家思想，瞧不起表面提倡經學而行為不合儒道的人，諷刺周續之等經師依附軍閥。陶淵明安貧樂道，堅守「君子固窮」的觀念:132-133，《飲酒》最後一首特別稱讚孔子刪詩書，嗟嘆秦始皇焚毁詩書:315。陶淵明相信天命，所奉的是儒家所指的天命:339，尋求人生意義，力求立名於世，流芳百代，完成上天賦予儒者的使命:953、970。政治立場上，宋代湯漢、明代黃文煥認為陶淵明忠於晉室，辛棄疾、梁啟超則認為陶淵明沒有效忠任何一朝，超然於當時的政治。李長之認為陶淵明並非忠於晉室:125、24，只是對劉裕政權看不上眼，對桓玄則比較認同，也同情和體會農民的生活:26、32。

### 道家
陶淵明晚年逐漸走向道家:143，外儒而內道:229，朱熹認為他的思想「出於老莊」:316。他嚮往《道德經》所述「小國寡民」的理想社會，生死觀方面，他也採取道家的看法，他把生死看成一種自然現象，是自然變化，思想有得於《莊子》:137-139，有達觀的悟解，沒有因死亡不可避免而頹喪，而是坦蕩無懼地循著自己的信念活下去，「聊乘化以歸盡，樂乎天命復奚疑」:48。人為萬物之一，任自然安排，與自然同化，與自然朝夕相處形影不離，生於斯死於斯，最終走向生命的盡頭，這種死亡方式不僅是當然的，也是最好的:124。陶淵明回歸自然的想法，植根於老莊思想:126，樂天知命的思想，則有得於《列子》:140。
陳寅恪認為，在魏晉玄學儒家名教與道家自然之爭中，陶淵明贊同自然而反對名教，消極不與劉宋新王朝合作，創立「新自然說」，反對學長生求仙，主張遵從「大化」，順從自然，與自然混同:221-223、225。田曉菲則反駁指《形影神》詩所說的都是陳腔濫調，毫不新奇深奧，陶淵明為大思想家之說太誇張:278-279。朱光潛也認為陳寅恪曲解了陶淵明的思想:316。

### 佛家
興膳宏認為《形影神》詩可能受佛教影響:304，但其實陶淵明排拒佛教思想:132，不受佛教影響:217，從未在其作品中提到佛教教義:90。

## 影響

明代仇英繪《桃源仙境圖》

### 文學
唐代杜甫、韓愈、張說、柳宗元、韋應物、白居易，薛能，都有效法陶詩的作品:214-216。白居易對陶甚有共鳴，創作《效陶潛體詩》16首:27。宋代蘇軾是陶淵明最熱心的知音，幾乎每一首陶詩，蘇軾都予奉和，如《和陶貧士》等:34，共撰有百多首「和陶」的詩:28。「和陶詩」使用與陶詩韻腳相同的字寫出新詩，表明蘇軾由衷受好和傾慕陶詩:202。王績、王維、韋應物都受陶詩影響:4，王績《田家》、《春日》等詩吟詠農村風情，抒寫自適心境，乃受陶詩啟發:76。王維詩句「墟里上孤煙」，取自陶詩「依依墟里煙」:125。陶淵明開啟了歌詠自然的風氣，後來王維、孟浩然、儲光羲、韋應物諸家加以發揚光大，幾乎無詩不狀物寫景:323。士人傾心陶淵明並仿效他的脫俗精神，乃是士林美談:31。歐陽修自稱「醉翁」，顯然受陶影響:223。
後世模仿《五柳先生傳》的作品不斷問世:48，袁粲《妙德先生傳》繼承了《五柳先生傳》虛擬自傳的傳統:57。《五柳先生傳》佯稱不知五柳先生是誰，卻恰恰暗示五柳先生就是作者。這種婉轉迂迴的手法，為後人不斷仿效，寫出一系列的自傳，如王績《五斗先生傳》、白居易《醉吟先生傳》:67、73、98、陸龜蒙《甫里先生傳》、歐陽修《六一居士傳》:106、108。作者佯稱不知道傳主是誰，但實際上傳主就是作者自己，這種手法成為以後《五柳先生傳》型自傳的定例。「五柳」以後也成為隱士代稱:59、57。許多讀者在困難之際轉向陶詩求助，為個人的困苦找尋一個滿意的答案，並把讀陶淵明當作消遣，如丁福保日誦陶詩以自娛:232。
桃花源的故事為後世無數作家帶來靈感，開創了一個小型的文學傳統:255。唐代道士司馬承禎把「桃源山洞」列為36洞天中的第35個洞天:404。湖南武陵被指為桃花源所在，吸引許多文人墨客的探訪，成為旅遊勝地。桃花源意象在高麗文士間也普遍流傳，李仁老曾仿《桃花源記》作《青鶴洞》一文:48、51。受《挽歌詩》及《自祭文》影響，日本《萬葉集》也輯錄了一些預見自己死亡的「挽歌」詩:233-234。陶淵明是第一位在長篇敘事性詩歌標題中標識創作日期的詩人，這在後世成為常見的做法:254。

### 美術

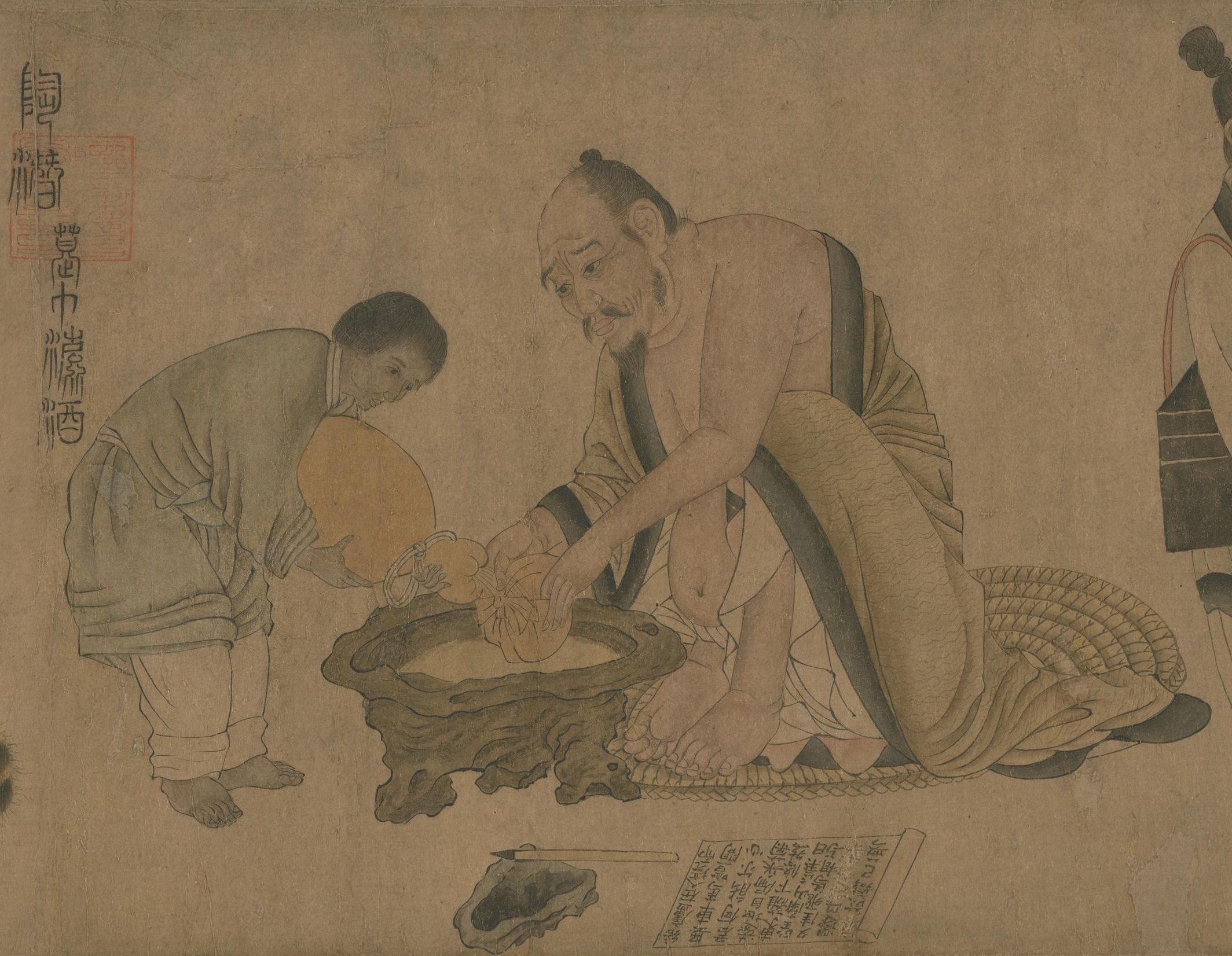
陶渊明葛巾滤酒图（唐陆曜《六逸图卷》局部）

陶淵明本人成為後人繪畫的題材，李公麟等人畫中的陶淵明葛巾道袍，坐於松樹之下，對著無弦琴悠閑自得:319。《歸去來兮辭》、《飲酒》其五、《桃花源記》三者常常被繪成畫卷:28，李公麟《歸去來辭圖》，廣受歡迎與摹仿:37。世外桃源成為東亞的「樂園」而流傳至今，人們在詩文和繪畫中反覆追慕這個烏托邦:388。桃源圖在八、九世紀問世，宋代趙伯駒、馬和之:32、42、明代宋旭、周臣、仇英、清代查士標、石濤、顧符稹、呂學、近代齊白石，日本富岡鐵齋都畫過桃花源圖:405。15世紀中葉朝鮮畫家安堅繪有《夢遊桃源圖》，圖中把桃花源理解為被群山環繞的盆地，而不是洞穴內的世界:388、401。朝鮮士人多有題《桃源圖》的詩作流傳:52。15世紀日本京都五山禪僧對桃花源意象興趣濃厚，翱之慧風、絕海中津、西胤俊承等人，都曾為陶淵明相關圖繪題詩，陶淵明形象普遍流傳，岳翁藏丘則繪有《武陵桃源圖》:58-59。

## 地位及評價
陶淵明在中國文學史上地位崇高，朱光潛認為只有屈原和杜甫可與他比擬:332；李長之認為其地位可以與屈原、李白、杜甫並列:166；孫康宜認為只有杜甫可與他比肩:1，岡村繁則認為與李白、杜甫、蘇軾齊名:3。葉嘉瑩認為，漢魏兩晉之間四言詩寫得最好的，是曹操和陶淵明:423。在晉代，陶淵明地位無足輕重，被視為缺乏華艷的辭藻:218。南北朝時，因王弘與顏延之的賞識，陶淵明過世後名聲頗高，王弘兒子王僧達與鮑照都曾模擬陶詩進行唱和:19-20。梁昭明太子蕭統和簡文帝蕭綱特別愛好陶詩，蕭統在《文選》中選入陶淵明《歸去來兮辭》及《飲酒》詩等9篇。他們都仰慕陶淵明的品格:22-23，而作為詩人的陶淵明，當時卻並未列入第一流作家之列:25。劉勰的《文心雕龍》中，更是隻字不提陶淵明:607-610。鍾嶸《詩品》中，陶淵明被列入中品:25，陶詩被批評為不修飾詞匯:11。
唐代陶淵明地位進一步提高，孟浩然、王維、李白、高適、劉長卿、杜甫、韓愈、劉禹錫、白居易、司空圖、陸龜蒙等都有作品推崇陶淵明:26，杜甫首先將陶淵明提升到文學經典地位:231。在唐代，陶淵明以飲者及隱者聞名，僅是六朝眾多著名詩人之一:4。陶淵明的聲譽，在宋代達到極盛，自此屹立不倒:214。他受讚賞為有史以來最傑出的詩人，從此其偉大詩人的地位便不可動搖:27-28。蘇軾認為陶淵明為曹植、鮑照、謝靈運、李白、杜甫所不及:214，宣稱陶淵明是空前的大詩人，方回稱讚陶淵明和杜甫是中國文學中的兩位至聖先師，顧炎武和朱彝尊都稱讚陶淵明的成就，王士禎稱讚他空前絕後，梁啟超和王國維都認為屈原和陶淵明是兩位最偉大的詩人:216。明代以來，不少論者批評鍾嶸把陶淵明列入中品並不妥當:30。
陶淵明深受士人重視和敬仰，對其詩文的研究相當多，中國所有詩人中，歷代注釋家之多僅次於杜甫:118。顏真卿作詩表白陶淵明眷戀晉室的心跡，自此一般人看重陶淵明忠貞的一面:325。從南宋起，道學家表彰陶淵明忠於晉室:13。龔自珍把陶淵明看成有經世抱負的豪傑之士，可與諸葛亮相比擬:229。在現代中國，他更被視為代表了某種「中國本質」的詩人，其作品和人格體現了「中國文化的本質」:12-13。陶淵明被視為中國文化精神的代表，與大自然水乳交融，代表了「天人合一」的中國文化特質:205、256。1958-1960年，中國發生有關陶淵明究竟是現實主義詩人，還是反現實主義詩人的爭論，結論是：陶淵明是一位進步、革新的現實主義偉大詩人:33。

## 傳說

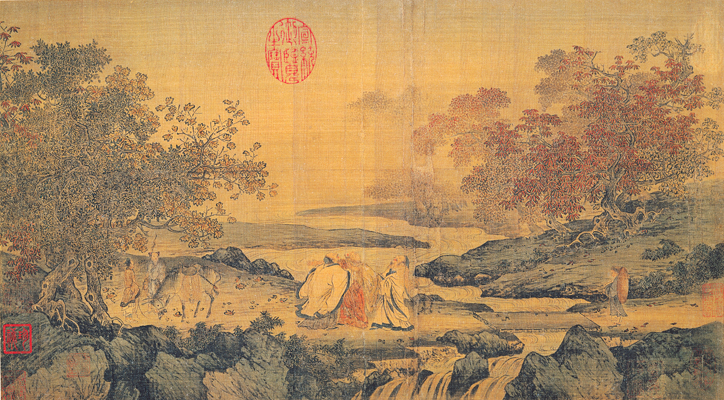
宋朝時所作的《虎溪三笑圖》

传说陶渊明任彭澤縣令時，朝廷派了一位監察官（督郵）來視察，下屬們勸陶淵明要正裝出迎致禮，陶淵明慨然嘆氣：「我不能為五斗米（微薄俸祿）向鄉里小人折腰。」當日解去縣令印綬，辭官而去:8、53。
廬山東林寺慧遠曾發願不過虎溪，傳說有一次，在送別陶淵明和道士陸修靜時，不小心違反了自己的規矩，引得守溪的老虎開始咆哮，三人遂相視大笑。陶淵明、慧遠、陸修靜的親密關係，象徵了儒、佛、道三教和平共處:195-196。傳說陶淵明曾受慧遠邀請加入白蓮社，提出可以喝酒為條件，慧遠也答應了，但陶淵明到達後很快就因不滿而離開:96。
九世紀起，傳說廬山以南陶淵明故鄉栗里有塊平坦的大石:187、185，橫在溪中瀑布前，是陶淵明「醉臥其上」的地方，後來村民稱之為「醉石」:184。後人不斷在石頭上留下題詞和鑴刻，南宋朱熹曾在醉石旁邊建造別墅，命名「歸去來館」:20、190，以紀念陶淵明。傳聞中的醉石也不止有一塊，民國時另有一塊醉石在田地中:185。

## 衍生作品

### 小說
- 《五柳待訪錄》，2017年林秀赫出版的歷史小說，從武人的角度重新詮釋陶淵明，[30]是少數以陶淵明為主角的歷史小說。